# Hingstepeira dimona
Hingstepeira dimona är en spindelart som beskrevs av Levi 1995. Hingstepeira dimona ingår i släktet Hingstepeira och familjen hjulspindlar. Inga underarter finns listade i Catalogue of Life.